# Tony Towers
Mark Anthony Towers detto Tony (Manchester, 13 aprile 1952) è un ex calciatore britannico, di ruolo centrocampista.

## Palmarès

### Club

#### Competizioni nazionali
- Coppa d'Inghilterra: 1

Manchester City: 1968-1969
- Coppa di Lega inglese: 1

Manchester City: 1969-1970
- Charity/Community Shield: 2

Manchester City: 1968, 1972
- Campionato inglese di seconda divisione: 1

Sunderland: 1975-1976

#### Competizioni internazionali
- Coppa delle Coppe: 1

Manchester City: 1969-1970